# Žućkasta pupavka
Žućkasta pupavka (lat. Amanita citrina) vrsta je otrovne gljive (izaziva trovanje krvi i smetnje u probavi)) a pripada porodici Amanitaceae. Kuhanjem se otrov gubi, ali je i u kuhanom stanju nejestiva. Poznata je i kao limunasta pupavka i citronasta pupavka. Simbiont je.

## Opis
- Klobuk je širok od 5 do 10 cm centimetara, u mladosti je kuglast, potom zvonast i na kraju otvoren, žućkastolimunast, žućkastozelen, ponekada potpuno bijel (varijacija alba), pokriven je ostacima ovoja koji se mogu isprati za kišnih dana.
- Listići su slobodni, gusti, bjelkaste boje, na oba kraja uži.
- Stručak je visok od 5 do 10 centimetara, cilindričan, najprije pun, a zatim šupalj. Bjelkaste je ili žućkaste boje. Pri vrhu postoji lagano narebran bijeli vjenčić, a na dnu je jako gomoljasto zadebljanje; bijeli opnasti ovoj uglavnom se rano izgubi.
- Meso je bijelo, a ispod klobuka lagano žućkasto; zadah je slab, ali neugodan na rotkvicu; okus prilično odvratan.
- Spore su bijele i podugačko okrugle, veličine 7 – 10 x 7 – 11 μm.

## Kemijske reakcije
Kožica klobuka, listići i meso gomoljastog zadebljanja stručka sa sumpornom kiselinom H2SO4 se oboje maslinastosmeđi, dok se rub listića s kalijevom lužinom oboji karminsmeđe boje.

## Stanište
Žućkasta pupavka raste u ljeto i jesen u crnogoričnim i bjelogoričnim šumama i dosta je česta.

## Upotrebljivost
Žućkasta pupavka je otrovna. Žućkasta pupavka se dugo smatrala teškom otrovnicom kao i zelena pupavka. Danas se sa sigurnošću zna da nije tako opasna i da trovanja nisu kobna

## Slične vrste
Vrlo slična žućkastoj pupavki je Amanita porphyria Secr., ali je različite boje klobuka (sivosmeđe ili kestenjaste boje) te istih uporabnih značajki, a raste isključivo u šumama četinjača.

## Sinonimi
- Agaricus bulbosus Bull. 1793
- Agaricus citrinus Schaeff. 1762
- Agaricus citrinus Schaeff. 1774
- Agaricus citrinus var. citrinus Schaeff. 1774
- Agaricus mappa Batsch 1783
- Agaricus mappa Willd. 1787
- Agaricus olivaceus Krombh. 1845
- Amanita bulbosa Pers. 1801
- Amanita bulbosa var. alba Pers. 1818
- Amanita bulbosa var. citrina (Pers.) Gillet 1874
- Amanita bulbosa var. olivacea Gillet 1874
- Amanita citrina var. alba (Gillet) Rea 1922
- Amanita citrina var. brunneoverrucosa Lécuru 2009
- Amanita citrina f. carneifolia Quirin, J. Charb. & Bouchet 2004
- Amanita citrina var. citrina Pers. 1797
- Amanita citrina f. citrina Pers. 1797
- Amanita citrina f. crassior F. Massart & Rouzeau 1999
- Amanita citrina var. eucitrina Maire 1937
- Amanita citrina f. glabra A.G. Parrot 1960
- Amanita citrina var. gracilis A.G. Parrot 1966
- Amanita citrina var. grisea (Hongo) Hongo 1959
- Amanita citrina f. grisea Hongo 1958
- Amanita citrina var. intermedia Neville, Poumarat & Hermitte 2004
- Amanita citrina var. lavendula (Coker) Sartory & Maire 1922
- Amanita citrina f. lavendula (Coker) Veselý 1933
- Amanita citrina var. mappa (Batsch) Pers. 1801
- Amanita citrina var. mappalis Gray 1821
- Amanita citrina var. vulgaris Alb. & Schwein. 1805
- Amanita mappa (Batsch) Bertill. 1866
- Amanita mappa var. alba (Gillet) Rea 1922
- Amanita mappa var. citrina (Pers.) Rea 1922
- Amanita mappa var. lavendula Coker 1917
- Amanita mappa var. mappa (Batsch) Bertill. 1866
- Amanita mappa var. tenuipes (Murrill) Murrill 1948
- Amanita porphyria var. lavendula (Coker) L. Krieg. 1927
- Amanita venenosa var. alba Gillet 1874
- Amanita virosa
- Amanita virosa f. alba (Gillet) Courtec. 1986
- Amanitina citrina (Pers.) E.-J. Gilbert 1941
- Amanitina citrina var. alba (Gillet) E.-J. Gilbert 1941
- Amanitina citrina var. citrina (Pers.) E.-J. Gilbert 1941
- Amanitina citrina f. citrina (Pers.) E.-J. Gilbert 1941
- Amanitina citrina f. glabra A.G. Parrot 1966
- Amanitina citrina var. gracilis A.G. Parrot 1966
- Venenarius mappa (Batsch) Murrill 1948
- Venenarius mappa var. mappa (Batsch) Murrill 1948
- Venenarius mappa var. tenuipes Murrill 1948

## Slike
|                                |                                            |                                                                              |                               |
| Blizak pogled na mladu gljivu. | Žućkasta pupavka iz Commanstera u Belgiji. | Blizak pogled na listiće i prsten žućkaste pupavke iz Commanstera u Belgiji. | Žućkasta pupavka iz Ukrajine. |

## Vanjske poveznice

### Sestrinski projekti
|  | Zajednički poslužitelj ima još gradiva o temi žućkasta pupavka |
|  | Wikivrste imaju podatke o taksonu žućkastoj pupavci            |